# Kreshnik Qato
Kreshnik Nick Qato (ur. 13 sierpnia 1978 w Durrësie) – albański bokser wagi średniej.
Pierwsze kroki na ringu bokserskim stawiał w Durrësie, pod kierunkiem Hekurana Shkaby. 

## Kariera zawodowa
Na zawodowym ringu Qato zadebiutował 28 września 2001 w Anglii, przegrywając na punkty z Erikiem Teymourem. Pierwszą zwycięska walka Qaty odbyła się 8 kwietnia 2002, a jego przeciwnikiem był Anglik – Ty Browne.
16 października 2004 r. wywalczył tytuł mistrza Europy federacji WBA, pokonując Rosjanina Władimira Zawgorodnego. 3 marca 2007 r. zdobył wakujący tytuł federacji EBU-EE, zwyciężając przed czasem Rosjanina Aleksandra Zajcewa.
4 kwietnia 2008 r. Qato zdobył tytuł mistrzowski w wadze średniej federacji WBF, zwyciężając na punkty w 12 rundach Portugalczyka Vitora Sa – 3:0 (117-111, 119-110, 120-111). Walka odbyła się w Tiranie. Tytuł obronił 2 maja 2010, zwyciężając w dwunastorundowej walce Argentyńczyka Estebana Ponce.
Qato zachował podwójne obywatelstwo. Należy do Albańskiej Federacji Bokserskiej (Federata Shqiptare të Boksit). Mieszka w Wembley (Anglia). Z inicjatywy Qato 5 marca 2005 r. odbyła się w Albanii (Durrës) pierwsza walka na zawodowym ringu, uznana przez międzynarodową federację. W 2013 stoczył jedną zwycięską walkę z Maxem Maxwellem, w Londynie, zwyciężając na punkty. W 2014 stoczył dwie walki. Po zwycięstwie na punkty nad Attilą Kissem, 27 kwietnia uległ Jasonowi Ballowi (nokaut w piątej rundzie pojedynku). W 2015 zakończył karierę zawodniczą.
Mieszka w Londynie.